# Нафтогазоносна формація
Нафтогазоносна формація (рос. нефтегазоносная формация; англ. oil and gas bearing formation, нім. erdöl- und erdgasführende Formation f) – природно-історична асоціація гірських порід, які генетично пов’язані між собою в часі і просторі, за регіональними палеогеографічними і палеотектонічними умовами, що є сприятливими для розвитку процесів нафтогазоутворення і нафтогазонакопичення. Н.ф. може охоплювати один або групу нафтогазоносних комплексів. Вона є найбільшим елементом нафтогазогеологічного розчленування розрізу нафтогазоносних територій.